# Ferrocarril Bombai-Kalyan
El ferrocarril Bombai-Kalyan fou la primera línia fèrria de l'Índia. Era una línia curta de 50 km que es va obrir el 1854.